# Álvaro Figueroa y Torres, 1.º Conde de Romanones
Álvaro de Figueroa y Torres, 1º Conde de Romanones (Madrid, 9 de agosto de  1863 – Madri, 11 de outubro de 1950) foi um político espanhol. Ocupou a presidência do Senado, foi 17 vezes ministro e 3 vezes Presidente do Conselho de Ministros com Afonso XIII. Fez parte do Partido Liberal de Práxedes Mateo Sagasta e José Canalejas.

## Biografia
Filho segundo de Ignacio de Figueroa y Mendieta e Ana de Torres y Embotado, marqueses de Villamejor e de endinheirada família com importantes posses na província de Guadalajara e proprietários das minas de La Unión (Múrcia).
Licenciado em Direito pela Universidade Central de Madrid (1884) e doutor pela Universidade de Bolonha, aonde se transladou com a ideia de especializar-se em Direito político. Não exerceu a advogacia dedicando-se à política e aos negócios.
Apoiado nos seus começos pelo seu sogro, o político e jurisconsulto Manuel Alonso Martínez, começou a sua atividade política como deputado por Guadalajara nas primeiras Cortes da Regência de Maria Cristina (de 1888 a 1936 manter-se-ia como deputado sem interrupção no seu feudo caciquil de Guadalajara), passou depois a vereador do município de Madrid, e pouco depois (1894) a prefeito da cidade. Sua carreira política desde os seus começos esteve sempre ligada ao Partido Liberal fundado por Práxedes Mateo Sagasta do qual chegou a ser um dos seus principais líderes.
Em 1903 fundou um jornal político de caráter pessoalista: o Diario Universal. Foi ministro de Instrução Pública e Belas Artes com Sagasta (1901-1902), mandato no que incorporou o salário dos mestres aos orçamentos estatais.
Com os governos liberais de 1905-1906 foi ministro de Fomento (Agricultura, Indústria, Comércio e Obras Públicas), de Graça e Justiça e de Governação. Contribuiu para a ascensão de José Canalejas à chefia do Partido Liberal, e como recompensa foi designado Ministro de Instrução Pública (1909) e, mais tarde, promovido à presidência do Congresso dos Deputados (1912).
Depois do assassinato de Canalejas, após o governo de Manuel García Prieto, tornou-se chefe indiscutível de uma das principais facções do Partido Liberal, foi encarregue de formar Governo (1912-1913), e negociou com a França o tratado de soberania sobre Marrocos (1912), movido tanto por simpatias ideológicas como por interesses econômicos no Rif. Sua atitude francófila durante a Primeira Guerra Mundial chocou com a declaração de neutralidade do governo de Eduardo Dato e com as atitudes germanófilas dos conservadores. Ao presidir um novo governo (1915-1917), deu uma virada à política exterior, inclinando-se pelos aliados e enfrentando-se à Alemanha a partir do incidente no que buques espanhóis foram torpedeados por submarinhos alemães. Porém, incapaz de resolver os problemas sociais internos da Espanha, e atacado pela imprensa conservadora favorável à Alemanha, acabou por apresentar a sua demissão.
Pouco depois voltou a participar no governo de concentração nacional de Antonio Maura como ministro de Instrução e de Justícia, e no governo de Manuel García Prieto como ministro de Estado (1918), e até mesmo foi encarregue novamente de presidir um efêmero governo (dezembro 1918), derribado pela agitação autonomista na Catalunha e pelos conflitos operários. Seria relevado em abril de 1919 após assinar em 3 de abril de 1919 o chamado "Decreto da jornada de oito horas".
Ministro de Graça e Justiça (1922-1923) no governo de concentração liberal de Garcia Prieto, passou a ocupar a presidência do Senado em 1923, cargo que ocupava quando Miguel Primo de Rivera deu o golpe de Estado a 13 de setembro de 1923.
Durante a ditadura manteve-se à margem da política, embora conspirasse na Sanjuanada de 1926, pelo que Primo de Rivera lhe impôs uma multa de 500 000 pesetas, a qual, apesar de ser uma quantidade enorme para a época, não deveu causar grande quebranto ao riquíssimo Conde de Romanones.
Caída a ditadura de Primo de Rivera (1930), aconselhou a formação do governo de Juan Bautista Aznar-Cabañas, no que se integrou como ministro de Estado, mas as eleições de 1931 demonstraram que a opção monárquica estava esgotada e, à vista dos resultados, favoráveis à República, aconselhou ao rei Afonso XIII que abandonasse a Espanha. Romanones entrevistou-se com Niceto Alcalá Zamora e com o comitê revolucionário pactuando o traspasso pacífico de poder ao Governo Provisório da República sem intervenção militar em troca de garantir a vida do rei e da sua família. Durante a República manteve a sua cadeira nas Cortes por Guadalajara, mas o seu peso político foi insignificante, embora interviesse com decisão na defesa da figura do rei Afonso XIII no exílio, e da sua própria gestão.
Não participou na sublevação militar de 1936. A guerra civil surpreendeu-o em São Sebastião, entregue aos negócios e a empresas mineiras da sua propriedade, desde onde passou à França com a ajuda do embaixador francês. Regressou à zona ocupada pelo exército sublevado em 1937, mas nunca mais voltou a agir na política e, após o conflito, ocupou-se de completar as suas memórias, da presidência da Real Academia de Belas Artes de São Fernando e de outras atividades relacionadas às Academias de História e Jurisprudência.
Casado com Casilda Alonso-Martínez y Martín, filha de Manuel Alonso Martínez, pró-homem liberal amigo de Sagasta e proprietário de um reconhecido bufete em Madrid. Teve três filhos e uma  filha, Casilda de Figueroa. Foi pai do prefeito de Madrid Álvaro de Figueroa y Alonso Martínez, marquês de Villabrágima. Seu filho José faleceu em combate em 1920 na Guerra do Marrocos.

## Obra e ideologia
Romanones foi um prolífico escritor. Escreveu as suas memórias durante a República. Obras suas foram Las Responsabilidades políticas del Antiguo Régimen, Breviario de Política Experimental, Biología De los Partidos Políticos, El régimen parlamentario y los gobiernos de gabinete, Observaciones y Recuerdos (1912-1921), Notas de mi vida (1929-1947), Los cuatro presidentes de la I República e várias biografias, entre elas as de Espartero, Amadeu I e María Cristina de Habsburgo-Lorena.
Foi, além de fundador do Diario Universal, proprietário de El Globo e colaborador de El Magisterio Español e de Heraldo de Madrid.
O conde de Romanones representou o protótipo de político palaciano, de escassos escrúpulos e intitular ou valedor de poderosos interesses econômicos. Graças a isso e ao cultivo das influências pessoais, manteve o seu caciquismo por vários lustros na província de Guadalajara. Romanones foi eleito deputado sem interrupção de 1886 até 1936, e ampliou os benefícios deste controlo político incontestado aos seus familiares mais diretos: os seus irmãos Rodrigo, José e Gonzalo (fundador do Banco Español de Crédito) e os seus filhos Carlos e Álvaro de Figueroa y Alonso-Martínez.
Entre os avanços sociais que o seu governo aprovou pode-se citar que em 1901 incorporou os salários dos mestres ao orçamento estatal e que em 3 de abril de 1919 assinou o decreto chamado "da jornada de oito horas".
Embora católico, Romanones acreditava-se inimigo da intransigência religiosa e da influência do clero e foi muito respondido pela Igreja e pelas suas altas autoridades (o bispo de Tui, por exemplo), sobretudo após a promulgação da Lei de Matrimônio Civil quando fazia parte do Gabinete de Montero Ríos de 1905, na que não se obrigava os casais a declarar a sua religião. Reiniciou as relações com o Vaticano mas continuou mantendo-se partidário da separação entre Igreja e Estado e, embora assinasse acordos muito favoráveis com a igreja, era forte partidário de que o poder religioso não pudesse influir sobre o poder civil em jeito algum (através da chamada "Ley del candado" de 1910).

## Distinções
Doutor em Direito pela Universidade de Bolônia, foi membro da Real Academia da História e da Real Academia de Ciencias Morales e Políticas, presidente do Ateneu madrilenho e diretor da Real Academia de Belas Artes de São Fernando.
Obteve o título de conde de Romanones em 1893 e foi Grande da Espanha desde 1911.

## Curiosidades
Desde os nove anos, quando caiu de um carro de cavalos, sofreu de uma coxeadura permanente. Esta deficiência foi tratada cruelmente por todos os seus caricaturistas. Manteve durante muitos anos um pavilhão de assistência para crianças coxas, às que pagava as próteses necessárias.
Em 1913 autorizou a venda ao Museu de Berlim do Retábulo de Monforte de Lemos, com a "Adoração dos Magos" de Hugo van der Goes.
Aparece nomeado em Luces de Bohemia, obra teatral de Ramón María del Valle-Inclán, como paradigma do homem imensamente rico.